# Presbytère de Ginouillac
Le presbytère de Ginouillac est un bâtiment situé à Ginouillac, en France.

## Localisation
Le presbytère de Ginouillac est situé dans le département français du Lot.

## Historique
Le bâtiment appelé le presbytère semble avoir été une annexe du château de Ginouillac dont il ne reste que des vestiges. D'après Colette Catherine Didon, cet édifice était peut-être la résidence d'un cadet ou d'un bâtard de la famille Ricard de Ginouillac, seigneurs du lieu, et dont est sorti Galiot de Genouillac.
L'édifice a été occupé par le presbytère de la paroisse au début du XXe siècle.
L'édifice est inscrit au titre des monuments historiques le 23 avril 1979.